# جبل الجندل
جبل الجندل هو أحد الجبال السوداء المشهورة التي تجمعت من مقذوفات بركانية جراء سيول العصر الجليدي ويقع شرق هضبة الديرع ضمن سلاسل جبال رمان الأسمر ، في منطقة الثنية إلى الشمال من قرية سراء جنوب مدينة حائل بنحو 40 كم